# Lake Greenly
Lake Greenly är en sjö i Australien. Den ligger i delstaten South Australia, omkring 300 kilometer väster om delstatshuvudstaden Adelaide. Lake Greenly ligger 30 meter över havet. Arean är 21,2 kvadratkilometer. Den sträcker sig 6,3 kilometer i nord-sydlig riktning, och 5,7 kilometer i öst-västlig riktning.
Trakten runt Lake Greenly är ofruktbar med lite eller ingen växtlighet. Trakten runt Lake Greenly är nära nog obefolkad, med mindre än två invånare per kvadratkilometer. Genomsnittlig årsnederbörd är 566 millimeter. Den regnigaste månaden är juni, med i genomsnitt 139 mm nederbörd, och den torraste är januari, med 15 mm nederbörd.